# David Jiménez Rumbo
David Jiménez Rumbo (Michoacán, 27 de noviembre de 1970) es un político mexicano miembro del Partido de la Revolución Democrática.

## Carrera
Es licenciado en Derecho por la Universidad Autónoma de Guerrero y tiene una Maestría en Derecho Público de esta misma universidad.
Entre 2002 y 2005 fue diputado local en la LVII Legislatura del Congreso de Guerrero. Al año siguiente, y hasta 2011, fue elegido senador en las LX y LXI Legislaturas por el PRD, representando el estado de Guerrero, ganando por una gran diferencia a su contendiente Ángel Aguirre Rivero de PRI. Desde principios de 2009, hizo públicas sus intenciones de contender por la gubernatura de su Entidad Federativa. El 4 de abril de 2011, es nombrado por el nuevo Gobernador del Estado de Guerrero, Ángel Aguirre Rivero miembro de su gabinete Estatal, en la Secretaría de Desarrollo Social Guerrero.
Además, ha ocupado otros cargos como Dirigente de la Federación Estudiantil Universitaria Guerrerense (FEUG), Secretario de Organización del CDE del PRD en Guerrero, Consejero nacional del PRD, entre otros.